# John James Cowperthwaite
Pour les articles homonymes, voir Cowperthwaite.
John James Cowperthwaite (chinois : 郭 伯 偉 爵士), né le 25 avril 1915 à Édimbourg et mort le 21 janvier 2006 à Dundee, est un fonctionnaire britannique qui a été secrétaire financier d'Hong Kong de 1961 à 1971. Sa mise en place d'une politique de libre marché est largement créditée d'avoir transformé Hong Kong d'après-guerre en un centre financier mondial florissant. Pendant le mandat de Cowperthwaite en tant que secrétaire aux finances, les salaires réels à Hong Kong ont augmenté de 50 % et la part de la population en situation de pauvreté extrême est passée de 50 % à 15 %.

## Biographie

### Jeunesse
Cowperthwaite est né le 25 avril 1915 à Édimbourg, fils de John Cowperthwaite, un inspecteur des impôts, et de Jessie Jarvis. Il a fréquenté l'École Merchiston Castle à Édimbourg, puis a étudié les classiques à l'Université de St Andrews et au Christ's College de Cambridge. En 1940, il obtient un diplôme de premier cycle en économie à l'Université de St Andrews. Il a rejoint le Service Colonial Britannique de Hong Kong en tant que Cadet en 1941, mais pendant la Seconde Guerre mondiale a temporairement été affecté au Sierra Leone  à cause de l'invasion japonaise de Hong Kong.

### Hong Kong
Il est arrivé à Hong Kong en 1945 et a été affecté au Département des fournitures, du commerce et de l'industrie. Cowperthwaite s'est appuyé sur les politiques économiques de ses prédécesseurs, Arthur Grenfell Clarke et Geoffrey Follows, promouvant le libre-échange, une faible fiscalité, des excédents budgétaires, une intervention limitée de l'État dans l'économie, une méfiance à l'égard de la planification industrielle et une monnaie saine. C'était une politique mélange qui s'inspire davantage d'Adam Smith et Gladstone que de Keynes et Attlee. Cependant, Cowperthwaite était un fonctionnaire pragmatique plutôt qu'un théoricien et il a fondé ses politiques sur son expérience, des données empiriques et ce qu'il croyait fonctionnerait dans la pratique.

Il a refusé de compiler les statistiques du PIB arguant que de telles données n'étaient pas utiles pour gérer une économie et conduiraient les fonctionnaires à une ingérence dans l'économie. On lui a demandé un jour quelle était la principale chose que les pays pauvres pouvaient faire pour améliorer leur croissance. Cowperthwaite a répondu : 

« Ils devraient abolir le bureau des statistiques nationales. »

 Selon Catherine R. Schenk, les politiques de Cowperthwaite l'ont aidé à se développer de l'un des endroits les plus pauvres de la planète à l'un des plus riches et les plus prospères : « Des impôts bas, des lois sur l'emploi laxistes, l'absence de dette publique et le libre-échange sont tous des piliers de l'expérience de développement économique de Hong Kong ». Le Economic Freedom of the World 2015 Report classe Hong Kong à la fois comme l'économie la plus libre du monde, une distinction qu'elle détient depuis que cet indice a commencé à classer les pays en 1975, et parmi les plus prospères.
Tout au long des années 1960, Cowperthwaite a refusé de mettre en œuvre l'enseignement primaire universel gratuit, contribuant à des taux d'analphabétisme relativement élevés dans la génération plus âgée d'aujourd'hui. L'enseignement obligatoire n'a été introduit sous le gouvernement de Sir Murray MacLehose que la décennie suivante. À une époque où les routes de Hong Kong étaient paralysées par les embouteillages, Cowperthwaite s'est également fermement opposé à la construction du Mass Transit Railway, une entreprise coûteuse qui a néanmoins été construite après sa retraite. Il deviendra plus tard l'un des chemins de fer les plus utilisés (et les plus rentables) au monde.
En 1960 il a été nommé Officier de l'Empire Britannique (OBE), en 1964, un compagnon de l'Ordre de Saint-Michel et Saint-Georges et 1968 chevalier commandeur de l'Empire Britannique.
Les commentateurs ont crédité sa gestion de l'économie de Hong Kong comme un exemple majeur de la façon dont un petit gouvernement encourage la croissance,.

### Carrière ultérieure
Après avoir quitté son poste, il a été conseiller international de Jardine Fleming, la banque d'investissement basée à Hong Kong jusqu'en 1981. Il a ensuite pris sa retraite et a quitté Hong Kong pour St Andrews, Écosse.